# Jaap Haartsen
Jaap Haartsen (* 13. Februar 1963 in Den Haag) ist ein niederländischer Elektroingenieur. Er ist einer der Entwickler von Bluetooth.

## Leben
Haartsen studierte Elektrotechnik an der TU Delft mit dem Master-Abschluss 1986 und war dann kurz bei Siemens in Den Haag und Philips in Eindhoven, bevor er sein Studium fortsetzte und 1990 an der TU Delft promoviert wurde (Dissertation: Programmable surface acoustic wave detection in silicon: design of programmable filters). 1991 bis 1993 arbeitete er bei Ericsson in den USA und 1993 bis 1997 in der Abteilung Mobile Terminal in Lund, wo er einer der Bluetooth-Entwickler war. 1997 ging er an die Zweigstelle von Ericsson in Emmen (Drenthe) und war 1997 bis 2008 in Teilzeit Professor an der Universität Twente. Danach war er bei Plantronics.
Die Funkverfahren für Bluetooth wurden ursprünglich in wesentlichen Teilen durch ihn und den Schweden  Sven Mattisson für das schwedische Unternehmen Ericsson entwickelt. Andere Teile von Bluetooth wurden vor allem von Nokia und Intel ergänzt.  Als Hochschullehrer unterrichtet Haartsen in den Niederlanden und verfasste als Autor mehrere Werke.

## Werke (Auswahl)
- 2008: Impact of non-reciprocal channel conditions in broadband TDD systems
- 2006: A Novel Wireless Modulation Technique for Inter-Standard Communications, PIMRC 1–4 (gemeinsam mit Abdel Bekkaoui)
- 2000: Short-Range Connectivity with Bluetooth, IDMS 116
- 2000: Radio Network Performance of Bluetooth, ICC (3), 1563–1567 (gemeinsam mit Stefan Zürbes, Wolfgang Stahl, Kirsten Matheus)
- 1998: Bluetooth: vision, goals, and architecture. Mobile Computing and Communications Review, 2(4): 38–45 (gemeinsam mit Mahmoud Naghshineh, Jon Inouye, Olaf J. Joeressen, Warren Allen)

## Ehrungen
- 2011: Nominierung für den Europäischen Erfinderpreis
- 2015: National Inventors Hall of Fame